# ورزش در آمریکای جنوبی

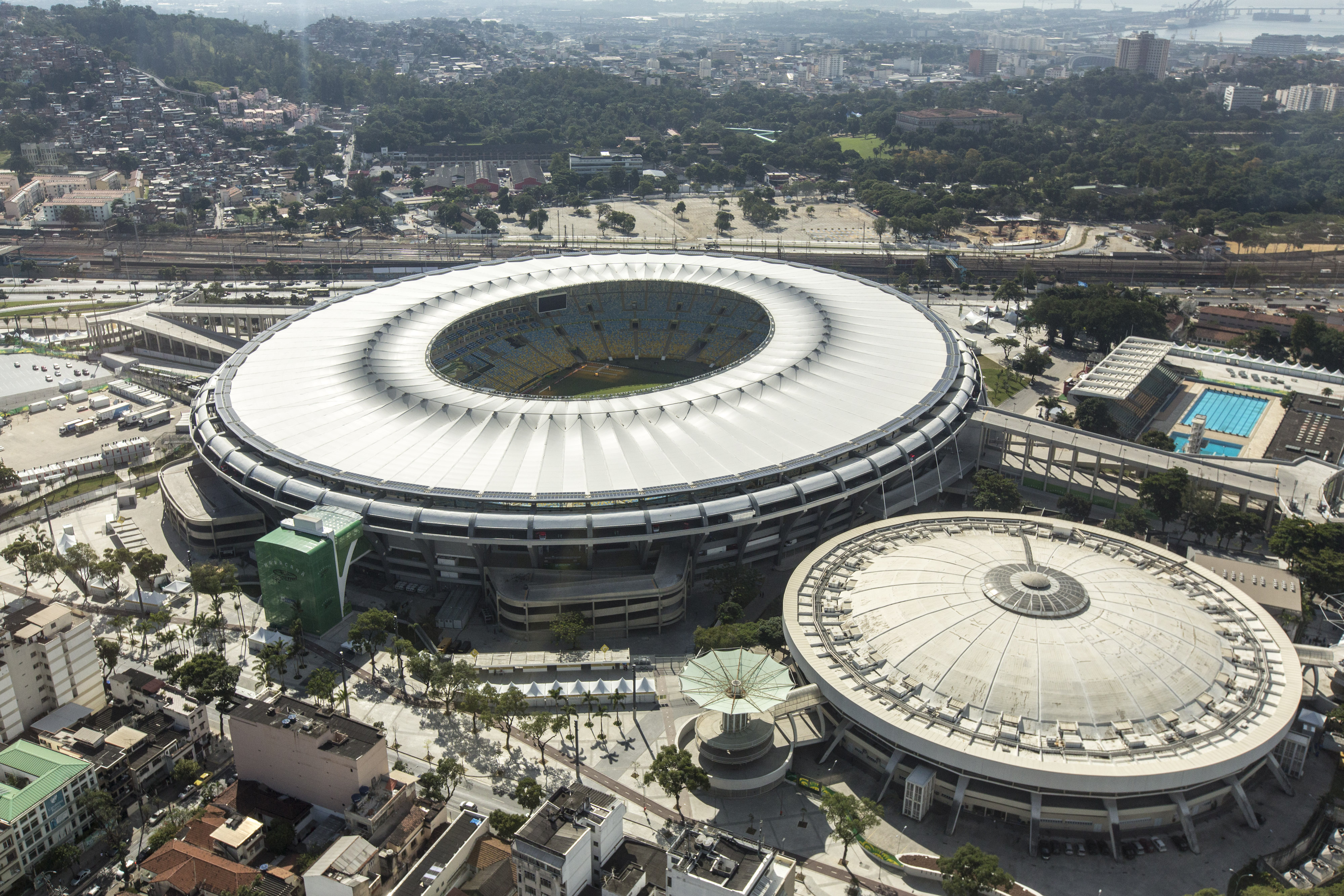
ورزشگاه ماراکانا در ریودوژانیرو، برزیل

ورزش در آمریکای جنوبی طرفداران بسیاری دارد. فوتبال تقریباً در تمام کشورهای آمریکای جنوبی محبوب‌ترین ورزش است. طیف گسترده‌ای از ورزش‌ها در قاره آمریکای جنوبی انجام می‌شود. راگبی ۱۵ نفره، بیسبال، بسکتبال، تنیس، گلف، والیبال، هاکی روی چمن، والیبال ساحلی، ورزش‌های موتوری و کریکت از جمله دیگر ورزش‌های محبوب در آمریکای جنوبی هستند. آمریکای جنوبی اولین بازی‌های المپیک خود را در سال ۲۰۱۶ در ریودوژانیرو برزیل برگزار کرد. دو سال قبل از این، شهرهای بزرگ برزیل میزبان جام جهانی فوتبال ۲۰۱۴ بودند.

## ورزش‌های پرطرفدار

### فوتبال

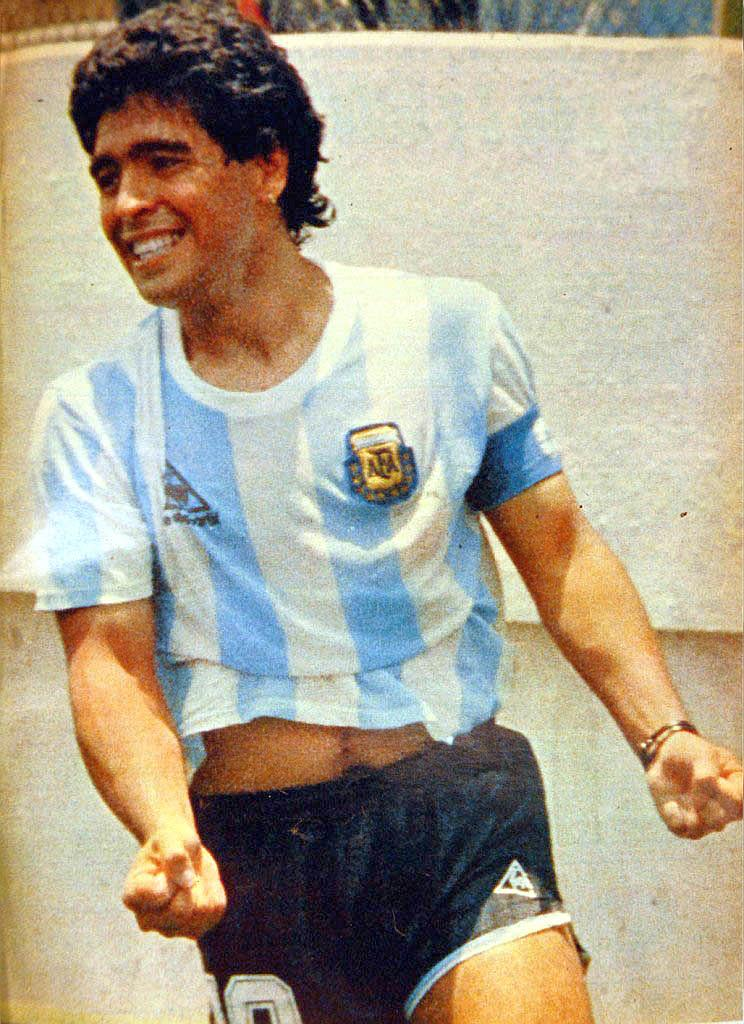
مارادونا، بازیکن فوتبال و مربی فوتبال آرژانتینی

آمریکای جنوبی و اروپا بر این ورزش برتری دارند، زیرا تمام برندگان تیم ملی در تاریخ جام جهانی فوتبال و همه تیم‌های برنده جام جهانی باشگاه‌های فیفا از این دو قاره آمده‌اند. برزیل با پنج عنوان قهرمانی در جام جهانی، رکورد جهانی را در اختیار دارد. آرژانتین سه قهرمانی و اروگوئه دو قهرمانی دارند. تاکنون چهار کشور آمریکای جنوبی میزبان مسابقات بوده‌اند که اولین دوره آن در اروگوئه (۱۹۳۰) می‌باشد همچنین برزیل (۱۹۵۰، ۲۰۱۴)، شیلی (۱۹۶۲) و آرژانتین (۱۹۷۸) نیز میزبان این مسابقات بوده‌اند.
آمریکای جنوبی میزبان طولانی‌ترین مسابقات بین‌المللی فوتبال، کوپا آمه ریکا است. کوپا آمه ریکا که از سال ۱۹۱۶ به‌طور منظم برگزار می‌شود. آرژانتین ۱۶ بار قهرمان کوپا آمه ریکا شده است.
در جام کنفدراسیون‌های فیفا، برزیل با ۴ عنوان قهرمانی، بزرگ‌ترین برنده تمام دوران است. در بازی‌های المپیک برزیل ۲ قهرمانی، آرژانتین ۲ و اروگوئه ۲ عنوان قهرمانی دارند. در جام جهانی فوتبال زیر ۲۰ سال، آرژانتین ۶ قهرمانی، برزیل ۵ و اروگوئه ۱ عنوان قهرمانی دارند. در جام جهانی فوتبال زیر ۱۷ سال برزیل ۴ عنوان قهرمانی را کسب کرده است.
این قاره بسیاری از مشهورترین و با استعدادترین بازیکنان تاریخ را پرورش داده است. پله، گارینشا، رونالدو، روبرتو کارلوس، روماریو، رونالدینیو، زیکو، نیلتون سانتوس، دژالما سانتوس، تافارل، فالکائو، ریوالدو و نیمار (برزیل). مارادونا، مسی، دی استفانو، باتیستوتا، پاسارلا، ماریو کمپس (آرژانتین)؛ لوئیس سوارز، انزو فرانچسکولی، کاوانی، فورلان، اودولیو وارلا (اروگوئه)؛ الیاس فیگوئروآ، ایوان زامورانو، مارسلو سالاس، الکسیس سانچز (شیلی)؛ کارلوس والدراما، رادامل فالکائو، جیمز رودریگز (کلمبیا)؛ کارلوس گامارا، رومریتو، آرسنیو اریکو (پاراگوئه)؛ الکس آگیناگا، آلبرتو اسپنسر (اکوادور)؛ تئوفیلو کوبیلاس، سزار کوئتو، کلودیو پیسارو (پرو) از بازیکنان فوتبال سرشناس این قاره هستند.
در سطح باشگاهی، تیم‌هایی مانند سائوپائولو، پالمیراس، سانتوس، فلومیننزه، واسکو، بوتافوگو، اینترناسیونال، گرمیو، اتلتیکو مینیرو، کروزیرو و اتلتیکو پارانانسه (برزیل)؛ بوکا جونیورز، ریور پلاته، ایندیپندنته، استودیانتس، ولز سارسفیلد، ریسینگ و سن لورنزو (آرژانتین)؛ پنیارول و ناسیونال (اروگوئه)؛ اتلتیکو ناسیونال (کلمبیا)؛ باشگاه فوتبال ال‌دی‌یو کیتو و باشگاه فوتبال ایندپندینته دل‌وایه (اکوادور)؛ المپیا و سرو پورتنیو (پاراگوئه) از جمله باشگاه‌های سرشناس فوتبال در جهان هستند.

### مشتقات فوتبال
برزیل انواع مختلفی از فوتبال مانند فوتبال ساحلی و فوتوالی را اختراع کرده است. فوتسال در اروگوئه، اختراع شده است و به‌طور گسترده در برزیل، عمدتاً در ایالت ریو گراند دو سول، همسایه اروگوئه، تمرین می‌شود.
در فوتسال برزیل، آرژانتین، کلمبیا و پاراگوئه از بزرگ‌ترین قدرت‌های جهان هستند. قبل از مسابقات فیفا، از سال ۱۹۸۲ مسابقات قهرمانی فوتسال جهان برگزار می‌شود که توسط فدراسیون بین‌المللی سابق فوتبال داخل سالن (فیفوسا) و اکنون توسط انجمن جهانی فوتسال (AMF) برگزار می‌شود. در این مسابقات پاراگوئه با چهار قهرمانی، کلمبیا سه، برزیل و آرژانتین یک بار قهرمانی جهان به دست آورده‌اند. در تورنمنت‌های فیفا، برزیل با ۵ عنوان قهرمانی در جام جهانی فوتسال، بزرگ‌ترین قهرمان جام جهانی فوتسال است. آرژانتین در سال ۲۰۱۶ یک عنوان را کسب کرده است. همچنین فالکائو مشهورترین بازیکن مرد برزیلی است.
در فوتبال ساحلی، برزیل و اروگوئه از بزرگ‌ترین قدرت‌های جهان هستند و برزیل با ۵ عنوان قهرمانی، بزرگ‌ترین قهرمان جام جهانی فوتبال ساحلی است. علاوه بر این، دارای ۹ عنوان جهانی از مسابقات قبلی است که توسط مسابقات جهانی فوتبال ساحلی (BSWW) برگزار شده است.
فوت والی یک ورزش تفریحی است که به‌طور گسترده در سواحل برزیل، عمدتا در ریودوژانیرو، جایی که اختراع شد، انجام می‌شود.

### بسکتبال
بسکتبال در آمریکای جنوبی محبوبیت خاصی دارد. یکی از مهم‌ترین دستاوردهای این ورزش، مدال طلای تیم ملی بسکتبال آرژانتین در بسکتبال مردان در بازی‌های المپیک تابستانی ۲۰۰۴ بود. آرژانتین در سال ۱۹۵۰ قهرمان جهان شد. در برزیل، تیم ملی بسکتبال مردان برزیل دو بار در سال‌های ۱۹۵۹، ۱۹۶۳ قهرمان جهان شد و ۳ بار برنز المپیک را به دست آورد. اسکار اشمیت مشهورترین بازیکن بسکتبال مرد اهل برزیل است. تیم ملی بسکتبال زنان برزیل نیز یکی از بهترین تیم‌های جهان است که در مسابقات قهرمانی زنان فیبا در سال ۱۹۹۴، نایب قهرمان المپیک ۱۹۹۶ و مدال برنز المپیک ۲۰۰۰ را به دست آورد. هورتنسیا مارکاری، ماریا پائولا سیلوا و جانث ارکااین از جمله بازیکنان زن سرشناس این رشته ورزشی هستند. همچنین، در ونزوئلا، اروگوئه، شیلی، کلمبیا و پاراگوئه، بسکتبال به‌طور گسترده بازی می‌شود و بسیار محبوب است.

### والیبال

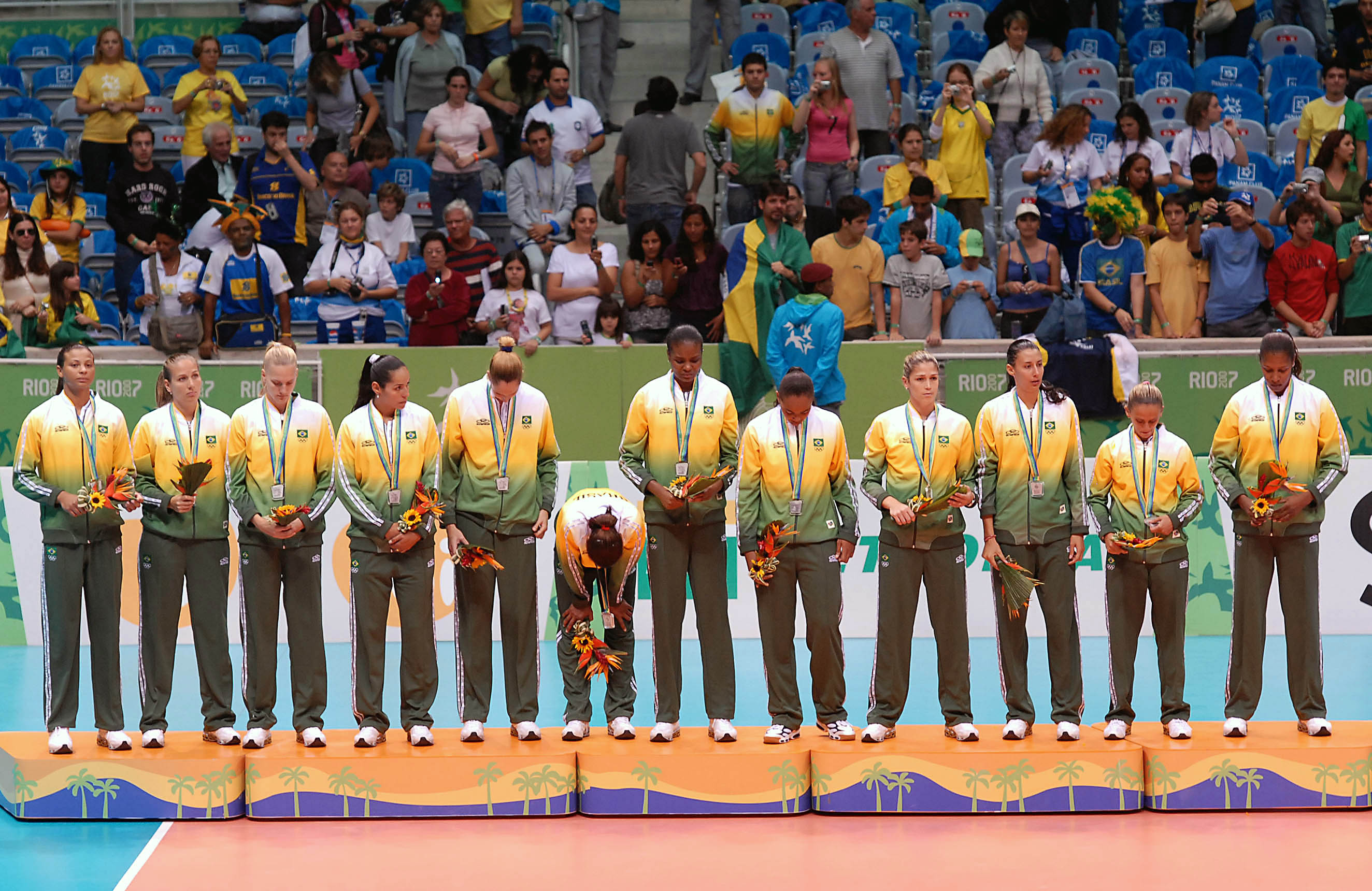
تیم ملی والیبال زنان برزیل ، 2007

والیبال دومین ورزش محبوب در برزیل است. تیم مردان برزیل ۶ مدال المپیک (۳ طلا، ۳ نقره)، ۷ مدال قهرمانی جهان (۳ طلا، ۳ نقره، ۱ برنز) و ۹ قهرمانی لیگ جهانی را در کارنامه دارد، در حالی که تیم زنان برزیل دو طلا، یک نقره و ۲ مدال کسب کرده است. در دهه ۱۹۸۰، تیم ملی والیبال زنان پرو یکی از قوی‌ترین تیم‌های جهان بود که یک مدال نقره المپیک در سال ۱۹۸۸ و همچنین یک مدال نقره در سال ۱۹۸۲ و یک برنز در سال ۱۹۸۶ در مسابقات جهانی کسب کرد. تیم ملی والیبال مردان آرژانتین ۲ برنز المپیک در سال‌های ۱۹۸۸ و ۲۰۲۰ و یک برنز قهرمانی جهان ۱۹۸۲ را کسب کرده است.

### هندبال
هندبال ورزشی است که با مهاجران آلمانی به این قاره آمده است و در مدارس سراسر آمریکای جنوبی بسیار محبوب است و دومین ورزش پر تمرین در مدارس برزیل است. تیم ملی هندبال مردان برزیل بهترین تیم آمریکای جنوبی است و تیم ملی هندبال مردان آرژانتین بزرگ‌ترین رقیب آن است. با این حال، شناخته شده‌ترین تیم هندبال در آمریکای جنوبی، تیم ملی هندبال زنان برزیل است که در مسابقات قهرمانی جهان ۲۰۱۳، برای اولین بار قهرمان جهان شد. آنها همچنین در المپیک تابستانی ۲۰۱۶ پنجم شدند.